# Narodowe Obserwatorium Astronomiczne Rożen

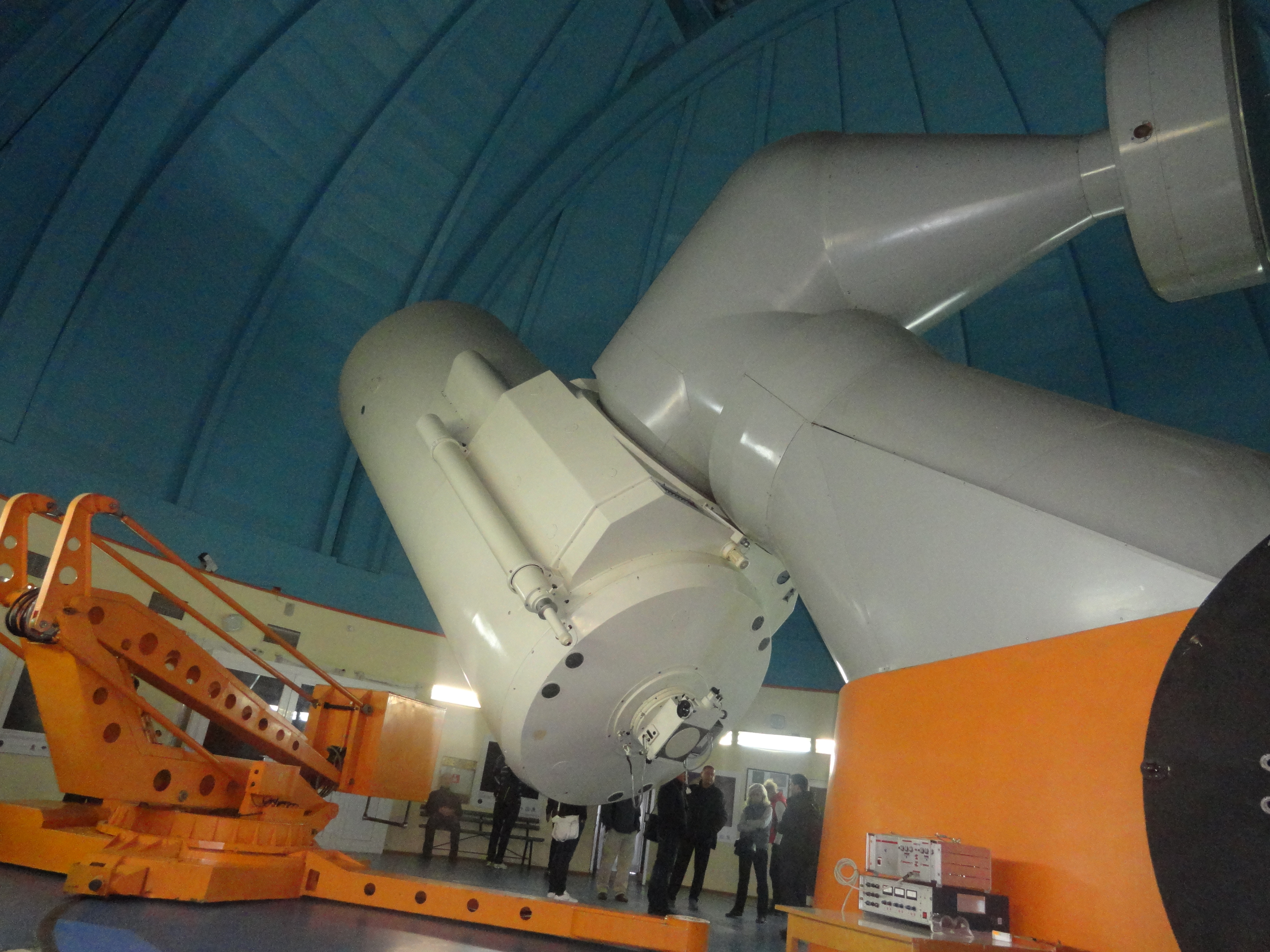
Teleskop Ritcheya–Chrétiena-Coude'a

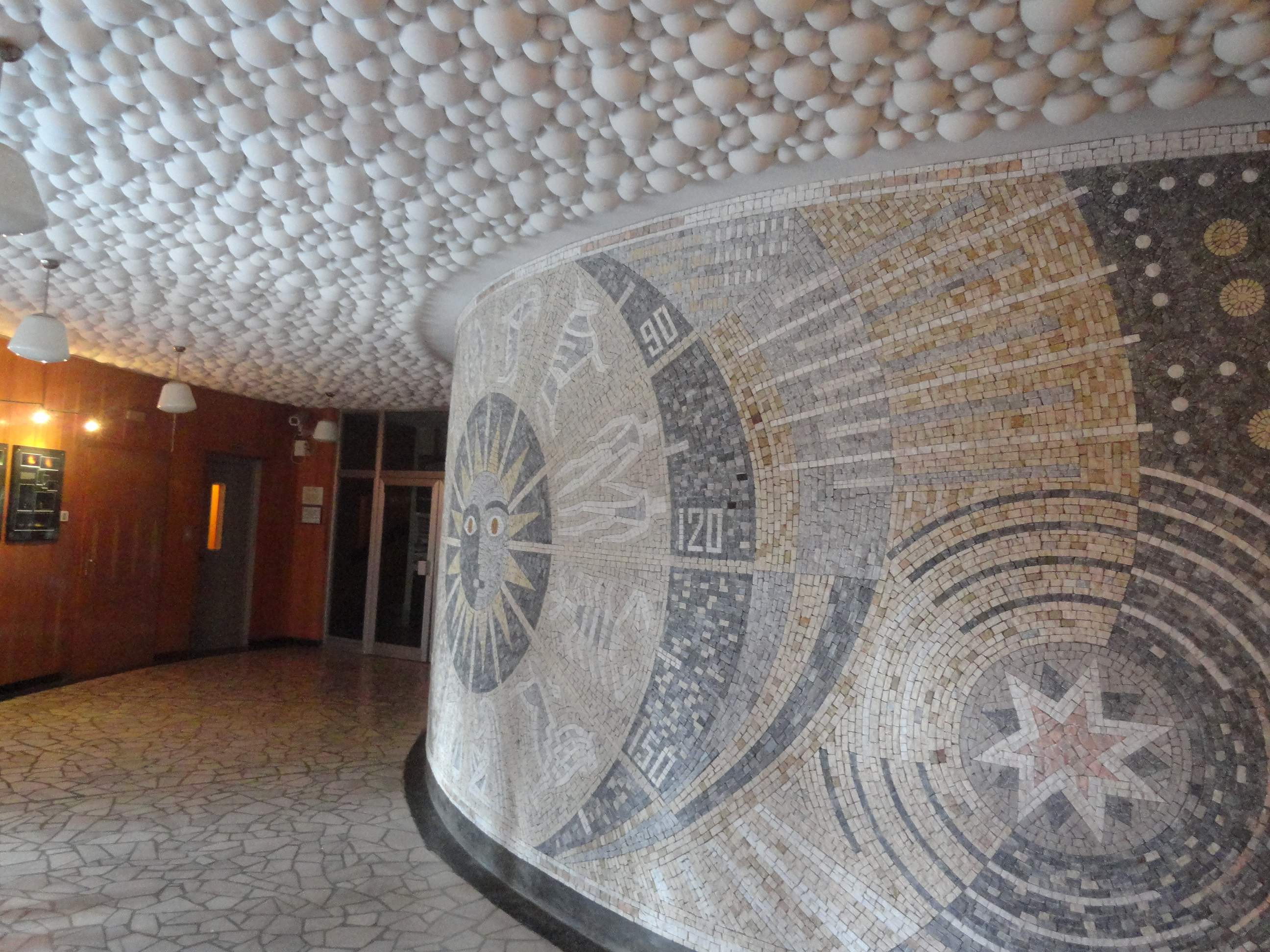
Jeden z korytarzy obserwatorium

Narodowe Obserwatorium Astronomiczne Rożen (bułg. Национална астрономическа обсерватория – Рожен, НАО – Рожен) – obserwatorium astronomiczne w Bułgarii, w Rodopach, na szczycie górskim Rożen, na wysokości 1759 m n.p.m., w pobliżu Czepełare. Stanowi największe obserwatorium astronomiczne w Europie Południowo-Wschodniej.

## Historia
Narodowe Obserwatorium Astronomiczne Rożen powstało 13 marca 1981 roku, choć obserwacje prowadzone były od sierpnia 1979 roku. Była to największa pojedyncza inwestycja w infrastrukturę badawczą Bułgarii, kosztująca ponad 12 mln lewów. Zarządzane jest przez Instytut Astronomii Bułgarskiej Akademii Nauk.

## Badania
Narodowe Obserwatorium Astronomiczne Rożen bada szeroką klasę problemów astronomicznych i astrofizycznych, takich jak: dynamika, fizyka ciał niebieskich, Układ Słoneczny, planetoidy, komety, widma gwiazd z różnych klas i typów zmienności, gromady gwiazd, galaktyki oraz kwazary.
W Narodowym Obserwatorium Astronomicznym Rożen 10 lipca 2010 roku międzynarodowy zespół astronomów odkrył planetę pozasłoneczną WASP-3 c. W obserwatorium tym odkryto także m.in. planetoidy: 28 sierpnia 1983 (3546) Atanasoff, 14 marca 1986 (3952) Russellmark, 26 września 1985 (4400) Bagryana, 28 sierpnia 1983 (4477) Kelley, 1 sierpnia 1989 (4583) Lugo, 4 kwietnia 1984 (4891) Blaga, 23 sierpnia 1984 (8260) 1984 SH, 21 marca 1988 (10059) 1988 FS2, 24 września 1985 (19957) 1985 QG4 i 3 sierpnia 1986 (24653) 1986 RS5.